# Zafimaniry
De Zafimaniry zijn een semi-nomadische etnische groep in Madagaskar.

## Verspreiding en etniciteit
De Zafimaniry zijn een subgroep van de Betsileo en hebben zich in het begin van de 19e eeuw in hun huidige gebied gevestigd. Ze leven voornamelijk in een bosrijk gebied in de regio Amoron'i Mania, het zuidoostelijke deel van Madagaskars centrale plateau. Hun gebied grenst aan die van de Betsileo in het westen en de Tanala in het oosten.

## Maatschappij en cultuur
Veel Zafimaniry zijn boeren en verbouwen voornamelijk rijst, maïs, bonen, cassave en zoete aardappelen. De Zafimaniry leven voornamelijk in dorpen. De huizen zijn gemaakt volgens eeuwenoude traditie. Houtvezels, hout en bamboe zijn de voornaamste bouwmaterialen en worden voorzien van kunstig houtsnijwerk. Er worden geen spijkers of schroeven gebruikt, maar houten pennen. Deze zijn zo aangebracht dat de huizen eenvoudig uit elkaar gehaald kunnen worden, zodat de Zafimaniry gemakkelijk kunnen verhuizen.

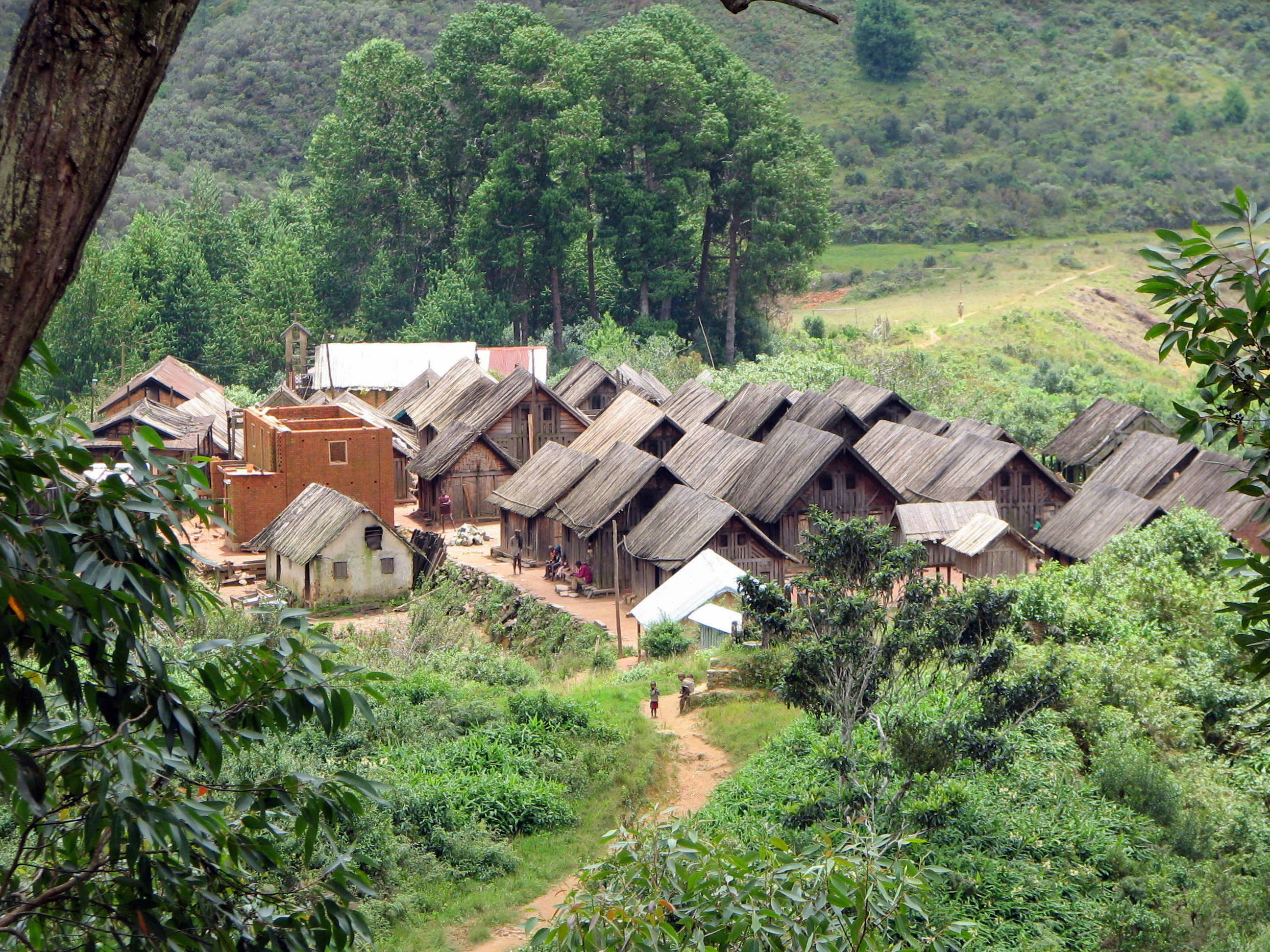
het dorp Ifasina
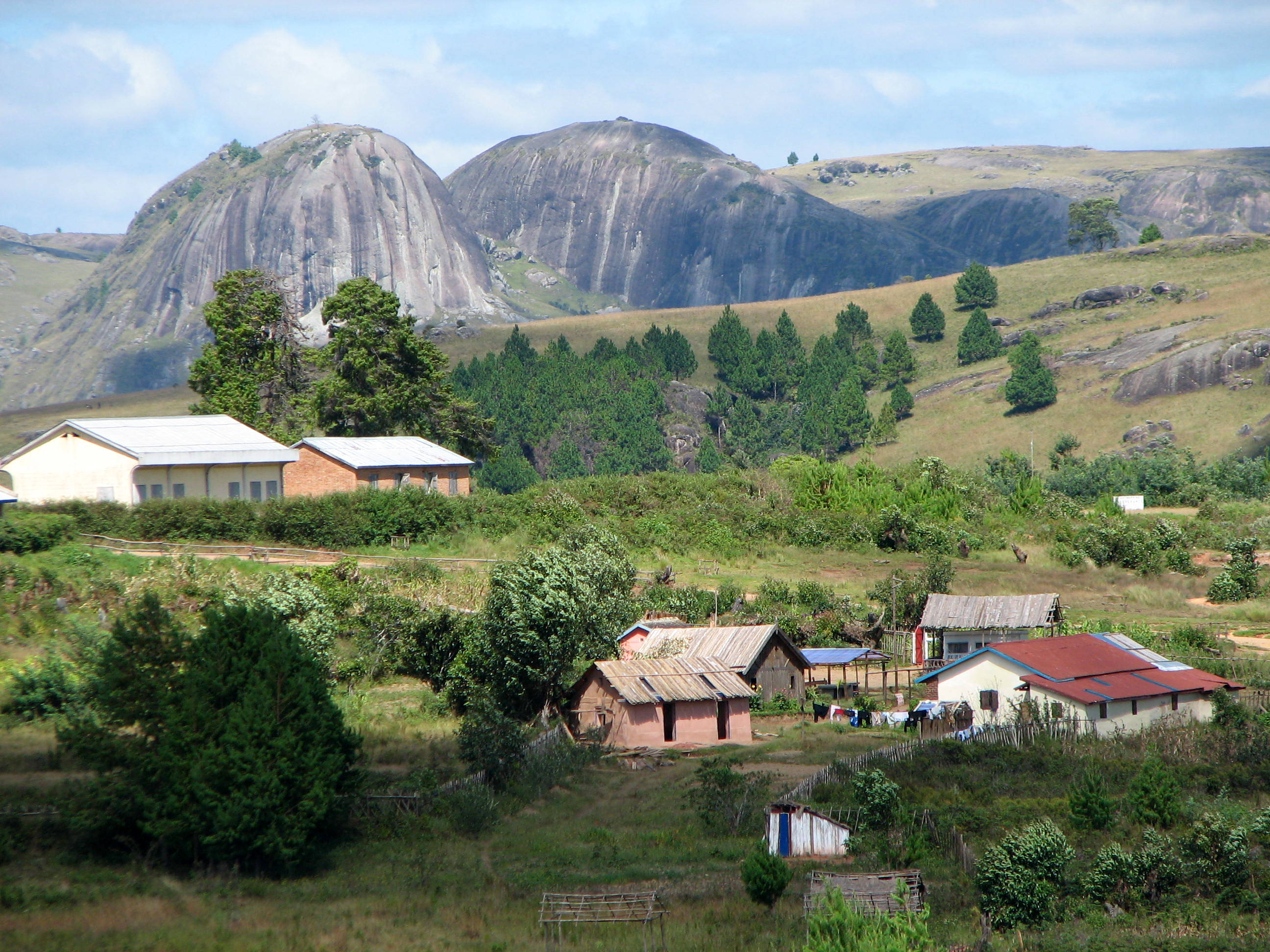
het dorp Antoetra
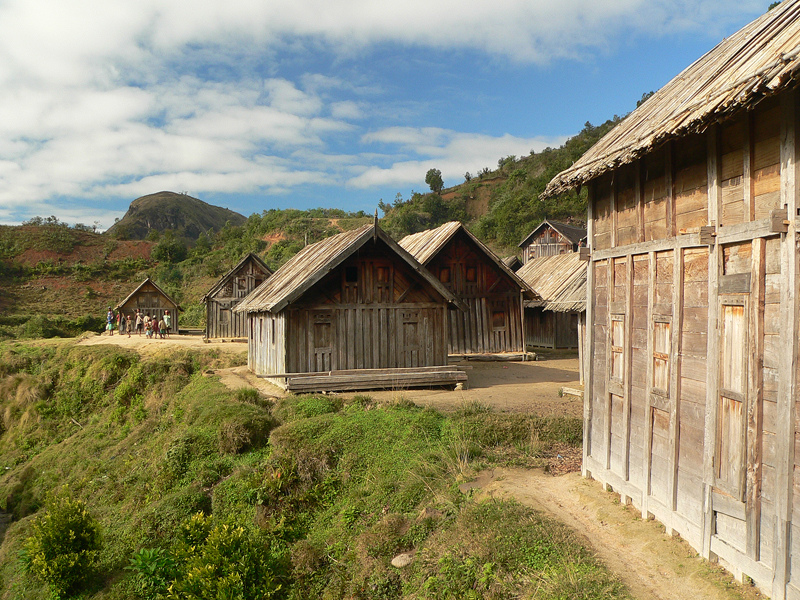
typische huizen van de Zafimaniry

### Houtsnijwerk
In 2003 werd het houtsnijwerk van de Zafimaniry toegevoegd op de werelderfgoedlijst van UNESCO en trekt jaarlijks veel toeristen. Vroeger kwam dit soort houtsnijwerk voor op heel het eiland van Madagaskar, maar door grootschalige houtkap is dit een zeldzaamheid geworden. Dankzij de nijver van de Zafimaniry kan deze handenarbeid die eeuwen geleden zijn oorsprong vindt door antropologen bestudeerd worden.

## Religie
Het overgrote deel van de Zafimaniry zijn animisten. Net als bij andere Malagassiërs neemt voorouderaanbidding een belangrijke plaats in hun leven in.

### Fatidra
Een Malagassisch ritueel dat waarschijnlijk zijn oorsprong bij de Zafimaniry vindt, is de fatidra, 'bloedbroederschap'. Dit is een ritueel waarbij twee personen een vriendschapsverbond sluiten. Een lever wordt kort gekookt en in stukken gesneden om vervolgens opgegeten te worden door de twee vrienden. Hierna beschouwen ze elkaar voortaan als 'bloedbroeders' en zelfs hun bezittingen zijn nu gemeenschappelijk geworden.